# 1999–2000-es magyar férfi vízilabda-bajnokság (másodosztály)
Az 1999–2000-es magyar férfi másodosztályú vízilabda-bajnokságban tizenhat csapat indult el, a csapatok egy kört játszottak, majd az 1-8. (A csoport) és a 9-16. (B csoport) helyezettek egymás közt még két kört.

## Tabella

### A csoport
| #  | Csapat                  | M  | Gy | D | V  | G+  | G-  | P  |
| -- | ----------------------- | -- | -- | - | -- | --- | --- | -- |
| 1. | Tabán Trafik-Szegedi VE | 29 | 25 | 2 | 2  | 288 | 142 | 52 |
| 2. | MAFC                    | 29 | 20 | 6 | 3  | 319 | 178 | 46 |
| 3. | OSC                     | 29 | 23 | 6 | 0  | 276 | 178 | 46 |
| 4. | Bertók SC-Szentes       | 29 | 16 | 3 | 10 | 268 | 224 | 35 |
| 5. | Ybl Miklós FSE          | 29 | 16 | 3 | 10 | 231 | 208 | 35 |
| 6. | Germán Rt.-Ceglédi VSE  | 29 | 13 | 6 | 10 | 224 | 197 | 32 |
| 7. | Tatabányai VSE          | 29 | 10 | 3 | 16 | 243 | 281 | 23 |
| 8. | Thermál VSK Békéscsaba  | 29 | 7  | 2 | 20 | 177 | 279 | 16 |

### B csoport
| #  | Csapat                                 | M  | Gy | D | V  | G+  | G-  | P  |
| -- | -------------------------------------- | -- | -- | - | -- | --- | --- | -- |
| 1. | Kecskeméti VSC                         | 29 | 15 | 2 | 12 | 215 | 224 | 32 |
| 2. | Egri Vízmű                             | 29 | 12 | 5 | 12 | 262 | 242 | 29 |
| 3. | Bánki Donát FSE                        | 29 | 12 | 3 | 14 | 191 | 217 | 27 |
| 4. | Hódmezővásárhelyi VSC                  | 29 | 11 | 2 | 16 | 232 | 261 | 24 |
| 5. | Pécsi VSK-TÁSI                         | 29 | 9  | 1 | 19 | 208 | 257 | 19 |
| 6. | Neptun VSC                             | 29 | 7  | 2 | 20 | 197 | 276 | 16 |
| 7. | Tipográfia TE                          | 29 | 7  | 2 | 20 | 198 | 280 | 16 |
| 8. | Miskolc-Tapolcai Kékhullám-Ferro Platz | 29 | 6  | 4 | 19 | 195 | 288 | 16 |

* M: Mérkőzés Gy: Győzelem D: Döntetlen V: Vereség G+: Dobott gól G-: Kapott gól P: Pont

## Osztályozó az OB I-be jutásért
| #  | Csapat            | M | Gy | D | V | G+ | G- | P |
| -- | ----------------- | - | -- | - | - | -- | -- | - |
| 1. | MAFC              | 6 | 4  | 0 | 2 | 49 | 43 | 8 |
| 2. | OSC               | 6 | 3  | 1 | 2 | 49 | 45 | 7 |
| 3. | BEAC              | 6 | 3  | 1 | 2 | 54 | 37 | 7 |
| 4. | Bertók SC-Szentes | 6 | 1  | 0 | 5 | 48 | 75 | 2 |

* M: Mérkőzés Gy: Győzelem D: Döntetlen V: Vereség G+: Dobott gól G-: Kapott gól P: Pont